# أندر جاجو
أندير جاجو ألفاريز (بالإسبانية: Ander Gago)‏ (من مواليد 10 سبتمبر 1984 في غالداكو، بسكاي، إقليم الباسك) هو لاعب كرة قدم إسباني، يلعب لUD وغرونيس كظهير أيمن.

## وصلات خارجية
- أندر جاجو على موقع قاعدة بيانات كرة القدم.إي يو (الإنجليزية)
- أندر جاجو على موقع Soccerway.com (الإنجليزية)
- أندر جاجو على موقع كووورة

- BDFutbol profile
- Futbolme profile (بالإسبانية)
- Athletic Bilbao profile[وصلة مكسورة]
- Soccerway profile